# Grif Skerry

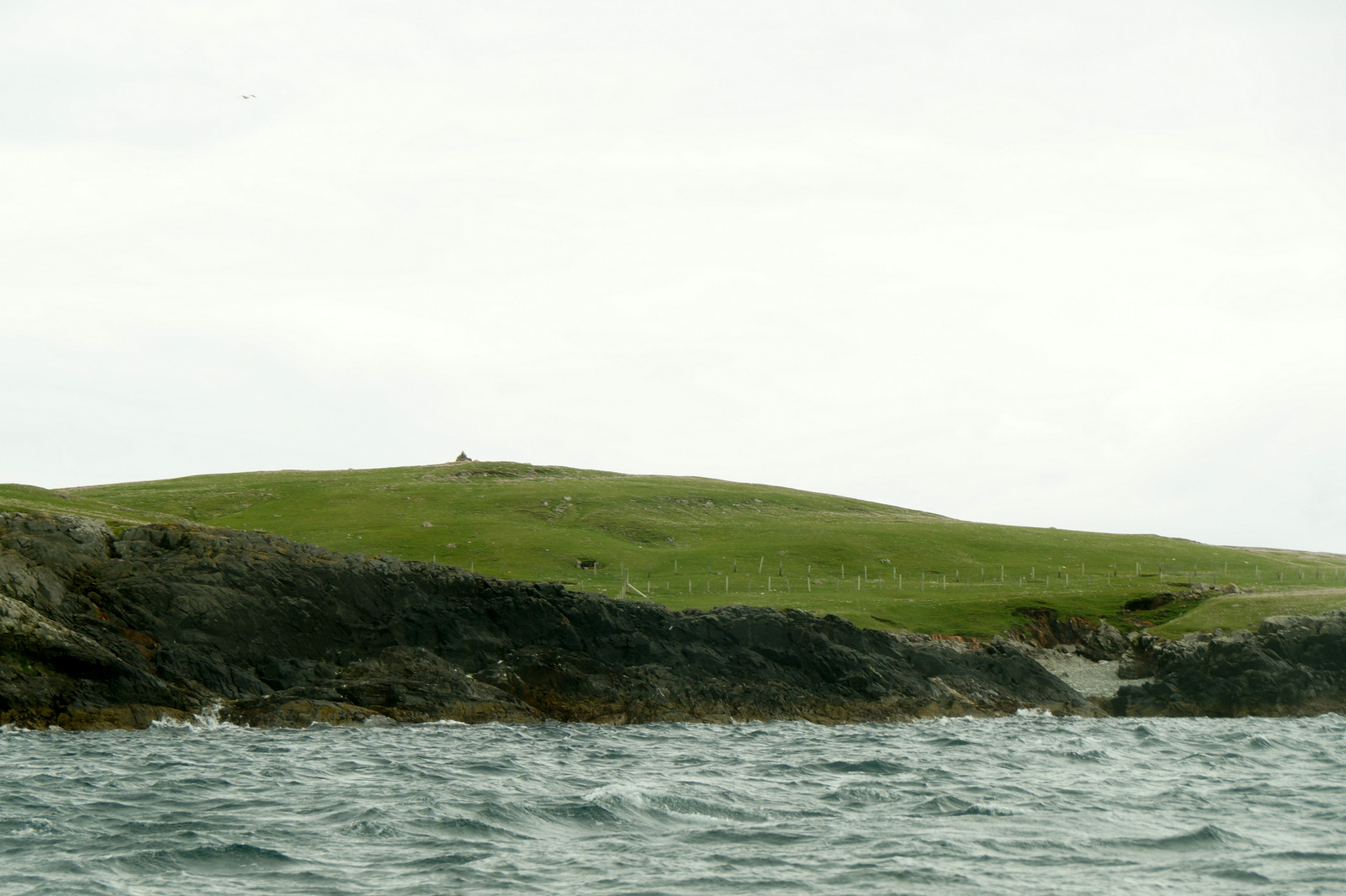
Grif Skerry von Westen

Grif Skerry ist eine kleine Insel, die im Osten der zu Schottland zählenden Shetlands liegt.

## Geographie
Grif Skerry gehört zu einer Gruppe von unbewohnten Inseln, die vor der östlichen Küste der Insel Whalsay in der Nordsee liegen. Die räumlich nächsten von ihnen sind jeweils 500 Meter entfernt: die Longa Skerries im Südwesten sowie die Swarta Skerries im Osten. Hinzu kommt East Linga, anderthalb Kilometer im Westen. Grif Skerry erreicht eine Höhe von 22 Metern.

## Historisches
Im Rahmen der historischen Gliederung Schottlands in Civil Parishes zählt Grif Skerry zu Nesting.